# Artesia (spoorwegmaatschappij)
Artesia was van 1995 tot eind 2011 een samenwerkingsverband (joint-venture) tussen de spoorwegmaatschappijen SNCF en Trenitalia voor het exploiteren van treinen tussen Frankrijk en Italië.
Toen SNCF aandeelhouder werd van Nuovo Trasporto Viaggiatori – een rechtstreekse concurrent van Trenitalia – werd beslist de samenwerking stop te zetten.

## Treindiensten
Artesia heeft onderstaande verbindingen geëxploiteerd:
EuroCity (dagtreinen):
- Mont Cenis: Lyon - Torino - Milano Centrale
- Fréjus: Lyon - Torino Porta Nuova
- Monginevro: Lyon - Torino Porta Nuova
- Manzoni: Paris Gare de Lyon - Torino - Milano Centrale
- Alexandre Dumas: Paris Gare de Lyon - Torino - Milano Centrale

EuroNight (nachttreinen):
- Stendhal: Paris Gare de Lyon - Torino - Milano Centrale
- Rialto: Paris Gare de Lyon - Venezia Santa Lucia
- Galilei: Paris Gare de Lyon - Firenze SMN
- Palatino: Paris Gare de Lyon - Roma Termini

In 2011 waren enkel deze verbindingen nog actief:
- Palatino: Paris Gare de Bercy - Roma Termini (via de Simplontunnel)
- Stendhal: Paris Gare de Bercy - Milano Centrale - Venezia Santa Lucia (via de Simplontunnel).
- Manzoni: TGV Paris Gare de Lyon - Milano Centrale (via de Fréjustunnel)
- Caravaggio: TGV Paris Gare de Lyon - Milano Centrale (via de Fréjustunnel)

De TGV-verbindingen werden na het verdwijnen van Artesia door SNCF voortgezet, terwijl Trenitalia samen met Transdev de nieuwe joint-venture Thello oprichtte voor de exploitatie van nachttreinen.